# Ghiacciaio Wellman
Il ghiacciaio Wellman (in inglese Wellman Glacier) (64°29′S 61°26′W) è un ghiacciaio situato sulla costa di Danco, nella parte occidentale della Terra di Graham, in Antartide. Il ghiacciaio, il cui punto più alto si trova 834 m s.l.m., fluisce fino alla costa nordorientale della cala di Recess, nella baia di Charlotte.

## Storia
Il ghiacciaio Wellman è stato mappato dalla spedizione belga in Antartide del 1897-99, comandata da Adrien de Gerlache, ed è stato così battezzato nel 1960 dal  Comitato britannico per i toponimi antartici in onore di Walter Wellman (1858—1934), un esploratore artico statunitense che tentò senza successo di raggiungere il Polo Nord a bordo di un dirigibile tra il 1907 e il 1909.